# Vanessa Coello
Vanessa Carolina Coello Coraspe (Maturín, Monagas, Venezuela; 1 de septiembre de 1995) es una modelo, animadora, odontóloga y reina de belleza venezolana. Coello participó en el Miss Venezuela 2019, logrando obtener el cuarto lugar, titulándose como 2.ª finalista. Posteriormente a ello, fue designada como Miss Grand Venezuela 2021, y por lo tanto, participó en Miss Grand Internacional 2021, representando a su país en dicha edición, clasificando entre las diez semifinalistas.

## Vida y carrera

### Primeros años
Coello nació y se crio en Maturín, Monagas. En 2019, Vanessa se graduó y obtuvo un título como odontóloga, otorgado por la Universidad Santa María en Caracas, y actualmente realiza estudios de postgrado en prostodoncia en la Universidad Central de Venezuela, también en Caracas. Coello es miembro de la Sociedad Venezolana de Prótesis Estomatológica (SVPE) y de la Sociedad Venezolana de Endodoncia.
Además de hablar el español, Vanessa también domina el inglés y el portugués. Por otro lado, Coello ha desarrollado una carrera como modelo, teniendo la oportunidad de desfilar en distintos países como España, Turquía e Italia.
Vanessa vivió por un período en la India, teniendo la oportunidad de aparecer en la versión india de Vogue. Ella es actualmente dueña ejecutiva de una marca de ropa femenina llamada La Belle Store.

## Trayectoria
Coello obtuvo su primer acercamiento con los concursos de belleza al momento de ser estudiante de Odontología. El 14 de mayo de 2016, y representando al estado Monagas, consigue la posición de primera finalista al participar en el Señorita Odontología Venezuela 2016. Posteriormente, Coello asumiría las funciones de la titular.

### Miss Venezuela 2019
Coello se postula como aspirante al Miss Venezuela, donde oficialmente sería seleccionada como candidata para representar a su estado natal, Monagas, esta vez en el Miss Venezuela 2019. Vanessa compitió junto a otras 23 candidatas por la disputada corona, convirtiéndose en una de las grandes favoritas de dicha edición. El evento final fue celebrado el 1 de agosto de 2019, en donde Coello se posicionaría como segunda finalista; el título lo obtendría, Thalía Olvino.

### Miss Grand Venezuela 2021
Después de un proceso de selección de varias semanas, en el que se eligieron a 6 aspirantes finales, dentro de las que se encontrabanː Gabriela de la Cruz, Miss Supranational Venezuela 2019 y cuarta finalista de Miss Supranacional 2019; Lisandra Chirinos, Miss Portuguesa 2020 y Top 10 de Miss Venezuela 2020; María José Duque, Top 5 de Miss Venezuela Mundo 2015; Jhosskaren Carrizo, Miss Lara 2020 y Top 10 de Miss Venezuela 2020; y Samira Boutros, candidata al Miss Universo España 2019. Finalmente, Vanessa, fue seleccionada como la nueva Miss Grand Venezuela. Para dicho proceso, las redes sociales, principalmente Instagram, fueron tomadas en consideración para la elección final de la elegida.
Finalmente, el 24 de agosto de 2021, Coello fue titulada como Miss Grand Venezuela 2021, siendo coronada por Valentina Figuera; sucediendo así a Eliana Roa como Miss Grand Venezuela. Coello no pudo ser coronada por Roa, ya que la misma se encontraba radicada en Turquía al momento de la coronación.

### Miss Grand Internacional 2021
Como Miss Grand Venezuela, Coello tuvo el derecho de representar a Venezuela en Miss Grand Internacional 2021, en el cual clasificó dentro de las diez semifinalistas. El certamen se llevó a cabo el 4 de diciembre de 2021 en Bangkok, Tailandia.

## Controversias
Coello ha recibido numerosas críticas en las redes sociales desde su participación en el Miss Venezuela, referentes a las facciones de su rostro,  aduciendo la posibilidad de que fuese una mujer trans. Incluso se le ha llegado a comparar con Miss España 2018, Ángela Ponce. Ante estos hechos, Vanessa ha reiterado en numerosas oportunidades que se tome consciencia en las redes sociales sobre la discriminación física y de género en contra de cualquier persona.

## Cronología
| Predecesor: Eliana Roa    | Miss Grand Venezuela 2021 | Sucesor: Luiseth Materán        |
| Predecesor: Anaid Fuentes | Miss Monagas 2019         | Sucesor: María Antonietta Silva |

| Venezuela en los Grand Slam 2021 | Venezuela en los Grand Slam 2021 | Venezuela en los Grand Slam 2021 | Venezuela en los Grand Slam 2021 | Venezuela en los Grand Slam 2021 | Venezuela en los Grand Slam 2021 | Venezuela en los Grand Slam 2021 |
| Miss Universo                    | Miss Mundo                       | Miss Internacional               | Miss Intercontinental            | Miss Tierra                      | Miss Supranacional               | Miss Grand Internacional         |
| -------------------------------- | -------------------------------- | -------------------------------- | -------------------------------- | -------------------------------- | -------------------------------- | -------------------------------- |
| Luiseth Materán                  | Alejandra Conde                  | Suspendido                       | Auri López                       | María Daniela Velasco            | Valentina Sánchez                | Vanessa Coello                   |

- Datos: Q108455447
- Multimedia: Vanessa Coello / Q108455447